# Peter Mortensen
Peter Mortensen (født 28. januar 1969 i Taastrup) er en tidligere dansk tennisspiller, som spillede for Greve, Tåstrup, Vallensbæk og Køge. 
Han var Elitedivisionspiller i årene 1989-2003 med et dansk mesterskab, to finalepladser og tolv sjællandsmesterskaber.
Peter Mortensen spillede college tennis for Flagler College og Valdosta State University med følgende resultater:[kilde mangler]
- 1992 – All American, Florida District Champ., nr. 8 rangering i NAIA.
- 1993 – All America, Finalist i Amerikanske mesterskaber, nr. 2 rangering i NAIA
- 1994 – All American, tre gange Florida District Champ., nr. 4 rangering i NAIA
- 1995 – All American, Double/Single, Nr. 2 rangering single, nr. 2 rangering double NCAA.

Peter Mortensen vandt det danske mesterskab i herredouble med Ulrik Balling i 2002 på indendørs bane. Som professionel spillede Han 1991-1996 i Florida og Georgia. 
Han spiller i dag +40 oldboys i Oelde TC i Tyskland. 